# La Izquierda Diario
La Izquierda Diario es un periódico en línea que publica noticias y artículos de opinión.  El periódico fue fundado por el Partido de los Trabajadores Socialistas, un partido político trotskista de Argentina.    La Izquierda Diario se atribuye el mérito de ganar una base de lectores no trotskistas entre la izquierda.  En el año 2014, el Partido de los Trabajadores Socialistas declaró tener una red internacional de relatores trotskistas en 15 países.  El periódico declara publicar 15 ediciones locales escritas en uno de siete idiomas; Español, Portugués, Alemán, Francés, Inglés, Italiano y Catalán. 